# Großsteingrab Lehbek
Das Großsteingrab Lehbek ist eine jungsteinzeitliche Grabanlage nahe dem Ortsteil Lehbek der Gemeinde Gelting, Amt Geltinger Bucht im Kreis Schleswig-Flensburg, Schleswig-Holstein. Die Megalithanlage der Trichterbecherkultur (TBK) entstand zwischen 3500 und 2800 v. Chr. 

## Beschreibung
Die Anlage liegt 700 m südöstlich von Lehbek an einer Weggabelung. Es handelt sich um ein stark gestörtes, nordwest-südöstlich orientiertes Hünenbett, von dessen Einfassung noch sieben Steine erhalten sind. Einer an der nordwestlichen Schmal- und sechs an der südwestlichen Langseite. Der Grabhügel erreicht stellenweise noch eine Höhe von 1,50 m, ist aber stark gestört, sodass seine Ausmaße mit 22,50 m Länge und 5,00 m Breite nur Schätzwerte sind. In der nördlichen Hälfte liegt die Kammer in Form eines quergestellten erweiterten Dolmens. Von ihr sind drei Wandsteine erhalten, bei denen es sich um zwei Tragsteine der Nordwestseite und einen Schlussstein an der Nordostseite handelt. Der Zugang lag vermutlich an der südwestlichen Schmalseite. Die Kammer hatte ursprünglich eine Länge von etwa 1,60 m, und eine Breite und Höhe von 1,00 m. Ernst Sprockhoff führt das Grab in seinem Atlas der Megalithgräber unter der Nummer 36.

Großsteingrab Lehbek
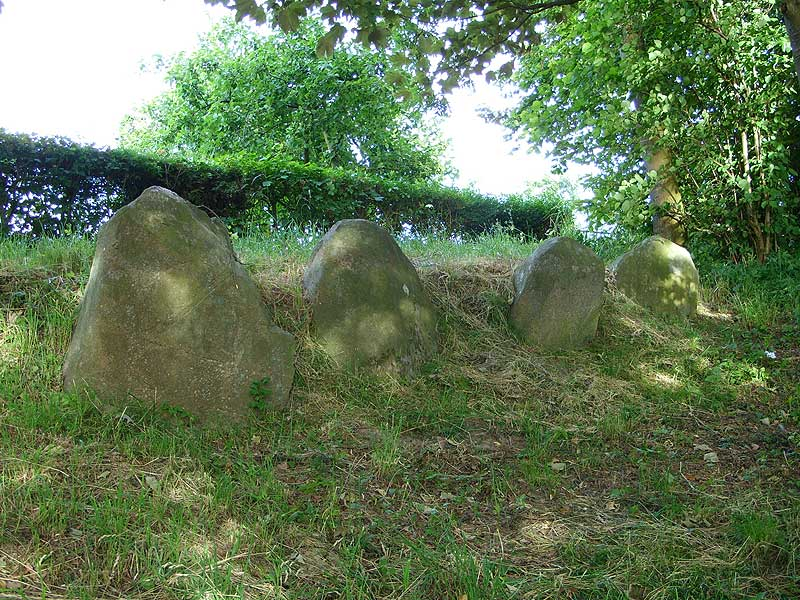
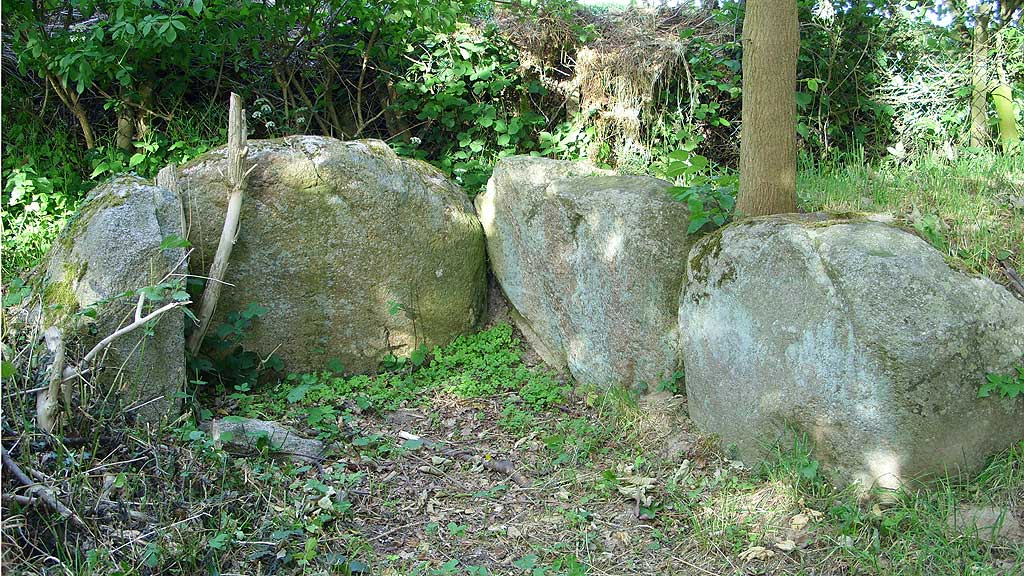
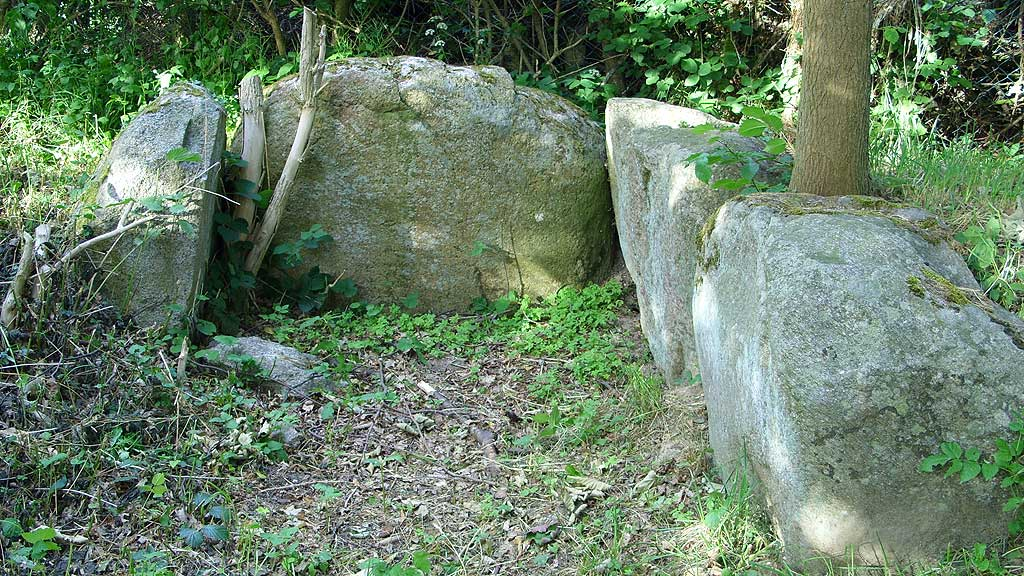
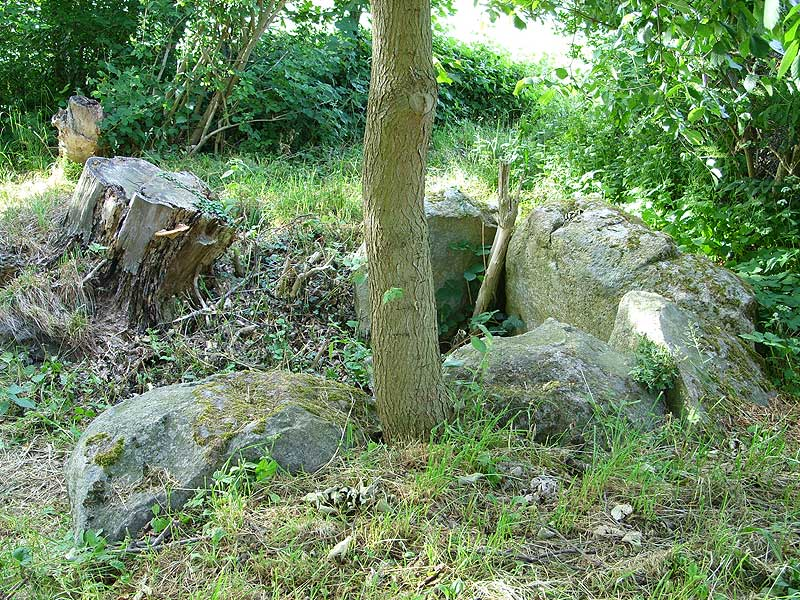